# فيصل شهزاد
فيصل شاهزاد (30 يونيو 1979-) في تاريخ 1 مايو 2010 حاول تفجير ساحة تايمز سكوير بتفخيخ سيارة بقنبلة موقوتة وتم إحباط المحاولة من شرطة نيويورك وتم اعتقاله.
وفي تاريخ 5 أكتوبر 2010 صدر الحكم من محكمة ولاية نيويورك بالسجن مدى الحياة لفيصل شاهزاد.